# 合金弹头系列
《合金弹头》是一款横向卷轴动作射擊遊戲系列，最初由Nazca在1996年于街机MVS基板上推出。1997年SNK收購Nazca後，遊戲製作轉入SNK旗下，接連推出續作。
期間因為2002年SNK破產被韓國公司PLAYMORE收購，承接4代，2005年更名為SNK PLAYMORE,承接5代後續作品。
“Metal Slug”一名在遊戲中是指主角可搭乘的一種單人座小型多功能超級坦克。

## 作品
《合金弹头》
SNK初代作品，故事發生在2028年，由前正規軍海軍陸戰隊中將Donald Morden組織的反叛軍勢力與正規軍的戰爭正如火如荼地進行著。
包含試驗中的樣車「Super Vehicle-001」因情報洩漏而落入反叛軍之手。
為了奪回樣車，正規軍特種部隊「Peregrine Falcons」成員Marco Rossi中尉和Tarma Roving少尉受命潛入敵後。故事就此展開。
合金弹头
《合金弹头2》
SNK第二作，故事在前次大戰發生的2年之後，失蹤的Morden帶著新的部隊捲土重來。在前次大戰中拯救世界的「Peregrine Falcons」部隊成員Marco少校（前作為中尉）和Tarma上尉（前作為少尉）為此再度出擊。而這次，他們擁有了兩名新夥伴：來自PF的支援部隊「Sparrows」的女性士官Eri Kasamoto中士和FioLina Germi上士。而在戰鬥過程中，暗藏在Morden背後的一個更大的敵人也漸漸浮出水面......
合金弹头2
《合金弹头X》
為合金彈頭2加強版。
《合金弹头3》
為SNK最後一作系列，敘述政府情報機關的「Sparrows」部隊在游隼對摩丁的追擊的同時也遭遇一系列奇怪事件。諸多事件表明了一個可怕的事實：摩丁並不是唯一值得提防的對象。最後發現：曾在前一次摩丁叛亂中出現的外星人回來了！在共同的敵人面前，政府軍和摩丁反亂軍組成了反抗外星人的聯盟。
《合金弹头4》
是PLAYMORE接手SNK開發的合金彈頭系列，敘述電腦恐怖份子組織「阿瑪迪斯」（AMADEUS，意為被神鍾愛的人），利用「WHITE-BABY」破壞各個網路的安全系統來顯示自己的能力及世界威脅。角色上塔爾馬·羅賓上尉和笠本英里中士成為後勤人員，增加了史帕羅小隊隊員納狄雅·凱索和「游隼」小隊隊長崔佛·史貝西。由於收購及製作時間不足，關卡縮短以及場景重複使用前代作品，沒有太多驚喜。
《合金弹头5》
是PLAYMORE接手SNK開發的越南大戰系列，敘述新的組織Ptolemaic Army（Ptolemaic的意思為托勒密），一切發生事件的開頭在一個古老的遺跡「火之迴廊」，本作沒有太多分支，分支之間的場景十分相似，遊戲過程中載具極少，然而故事也沒有以往豐富，被大多玩家評論為半成品。
《合金弹头6》
故事接續合金彈頭3，把槍一丟，那震撼的一戰就代表了一切結束的期望
但和平才維持沒多久，情報部有一些另人無法相信的資訊傳來
未確認的飛行物體、宇宙人、甚至一些奇奇怪怪的大型不明生物的出現
所幸目前沒有帶來任何的傷亡，但這也代表了並不是和摩丁完全無關,並帶來有一份決定性的情報
據情報顯示摩丁的叛亂軍潛伏於一山區地帶，並發現了一個類似摩丁元帥的身影，雖然不清楚他們的目的，不過這也是確鑿的一個證明
，所以上層下令這次的作戰有2名傭兵部隊隊員一起同行，分別為拉爾夫·瓊斯與克拉克·史提爾
拿起新發下的槍支，他們6人立刻出發到叛亂軍的根據地。
《合金弹头7》
正規軍本部周邊城市遭受戰火侵襲而被徹底破壞
但重建作業以驚異的速度進行，很快的城市也開始回復正常生活機能
但沒多久,情報部報告，該影像內容是正在報導垃圾問題的節目，但一瞬間看到疑似摩丁軍的人物,高層確認影像真偽後
以發現摩丁軍的蹤影就要立即殲滅的目標而編成潛入部隊
潛入垃圾島【スクラップ】的作戰就此開始。
《合金弹头XX》
為越南大戰7加強版。

### 手遊類
《合金弹头反擊》
玩法類似貓咪大作戰，作品風格偏像二創居多，大多前代敵方內容都在這部作品完整補充，現階段已經結束營運。
《合金弹头覺醒》
2023年新做，由騰訊天美工作室開發，SNK SNK授權製作，全3D化
遊戲講述了在一个架空世界，玩家扮演的正規軍成员，單槍匹馬擁有“合金彈頭”這類高科技坦克的反抗軍的故事。

## 游戏特色
与《魂斗罗》等比较著名的同类型游戏相比，合金弹头拥有很多独特之处。遊戲中的人物、機具、佈景等皆為十分精緻的Q版點繪風格，而且在動作表現及情節安排上大量引入滑稽、搞笑、古怪、不可思議等元素，充滿戲劇性的誇張效果，所以雖然遊戲中槍林彈雨、血肉橫飛，但卻不會令人感到過於血腥暴力。
除此之外，游戏最吸引人的一点就是其中各种丰富的武装载具设定。在最早的一代中只有Metal Slug一种载具存在，而在续作中则陆续出现了很多新型载具，这些载具的设计往往别出心裁甚至非常荒诞，但却很好地与游戏的幽默风格融合在一起。
还有解救俘虏的设定也是一大特色，游戏中有很多被敌军所擒的俘虏，解救这些俘虏（打断捆绑他们的绳索并与其接触）后俘虏可以提供给玩家一些加分的物品或武器。而在后来的作品中有一位名叫一文字百太郎的特殊俘虜角色还可以协助玩家作战。在过关时如果没有损失生命，系统会根据玩家所解救的俘虏数量给予奖励分数。而单人玩时一关解救了10人以上的俘虏或双人玩时解救俘虏多的那方会得到一个“GREAT”，也会有加10萬分。

## 游戏系统
系列之间的系统虽然有一些小小改动，但由一代确立的一些基本元素一直没有变化。如强化武器、载具、俘虏等等。随后的续作中出现过如勋章系统（4代）、分数加成（6代，7代）。每一个游戏版面都存在时间限制，玩家必须在指定时间内通过，但如果途中损失生命或有玩家中途加入游戏时间都会重置。

## 登场人物
| 称呼                  | 本名                                        | 身份                                    | 出场游戏代数                                           | 备注 |
| --------------------- | ------------------------------------------- | --------------------------------------- | ------------------------------------------------------ | --- |
| Marco〈馬爾可〉       | Marchrius Dennis Rossi                      | 政府军PF（Peregrine Falcons）队少校     | 1（P1）、2/X、3、4、5、6、7/XX、NGPC1、3D、GBA（卡片） | 在6代之後手槍／機關槍（簡單模式限定）攻擊力是所有人的2倍 |
| Tarma〈塔爾瑪〉       | Tarmicle Roving III                         | 政府军PF队上尉                          | 1（P2）、2/X、3、4（NPC）、5、6、7/XX、3D、GBA（卡片） | 在6代之後、載具的攻擊威力+50%，載具耐久與砲彈補給為其他人的2倍 |
| Eri〈英里〉           | Eri Kasamoto（笠本英里）                    | 政府军SPARROWS队上士                    | 2/X、3、4（NPC）、5、6、7/XX、3D、GBA（卡片）          | 在6代之後一開始擁有的手榴彈數量是別人的兩倍，手榴彈補充時為其他人的2倍，可以用十字鍵操縱手榴彈丟擲方向 |
| Fio〈菲歐〉           | Fiolina Germi                               | 政府军SPARROWS队士官长                  | 2/X、3、4、5、6、7/XX、3D、GBA（卡片）                 | 在6代之後、關卡開頭就可以使用H機槍（簡單模式為巨大H機槍），武器彈藥量+50%。拳皇2000里有客串登场 |
| Trevor〈崔佛〉        | Trevor Spacey                               | 政府军PF队中士                          | 4                                                      | 近戰攻擊為腿上裝的傘兵刀。 |
| Nadia〈娜迪雅〉       | Nadia Cassel                                | 政府军SPARROWS队列兵                    | 4                                                      | 近戰攻擊為電擊棒。 |
| Ralf〈拉爾夫〉        | Ralf Jones（拉爾夫鍾斯）                    | 海迪倫佣兵队上校                        | 6、7/XX                                                | 近戰攻擊速度提升，但是手榴彈與武器彈數減半，擁有特殊攻擊『機槍拳』，近戰攻擊可以破壞載具型敵人，有起死回生的能力。可以比其他角色承受敵人攻擊多一次但移動速度降低。来自怒和拳皇系列的客串人物                                                                                               |
| Clark〈克拉克〉       | Clark Still（克拉克史提爾）                 | 海迪倫佣兵队少校                        | 6、7/XX                                                | 擁有特殊攻擊『阿根廷背摔』，阿根廷背摔攻擊可以賺取兩倍分數，附加一秒无敌，但攻擊對象大多都是雜魚型敵人。怒和拳皇系列中写作Clark Steel（拳皇XIV中改为Still）。 |
| Leona〈蕾歐娜〉       | Leona Heidern（蕾歐娜海頓）                 | 海迪倫佣兵队队员                        | XX（DLC角色）                                          | 用耳環炸彈和可消掉敵彈的近距離『月光金鋸』手刀攻擊。射速和手榴彈數為1.2倍，另外死亡不會讓武器槽內的武器消失。来自拳皇系列的客串人物 |
| Walter〈沃特〉        | Walter Ryan                                 | 政府军PF队军校生                        | GBA                                                    | |
| Tyra〈緹拉〉          | Tyra Elson                                  | 政府军PF队军校生                        | GBA                                                    | |
| Gimlet〈吉姆雷特〉    | （不明）                                    | 政府军PF队新兵                          | NGPC2                                                  | |
| Red Eye〈芮德‧愛〉    | （不明）                                    | 政府军SPARROWS队队员                    | NGPC1、NGPC2                                           | |
| Roberto〈羅伯特〉     | Roberto Nicola                              | 政府军PF队新兵                          | 手遊-LOGIN                                             | |
| Nathalie〈娜塔莉〉    | Nathalie Neo                                | 政府军PF队新兵                          | 手遊-猛烈戰鬥                                          | |
| Alisa〈亞莉莎〉       | Alisa Stewart                               | 政府军PF队新兵                          | 手遊-TRIUMPH                                           | |
| 百太郎                | 一文字百太郎                                | 政府军少尉                              | 2/X、3、4、5、6、7/XX                                  | 伪装成战俘的波动拳高手 |
| Rumi〈留美〉          | 相川留美（Rumi Aikawa）                     | 政府军中士                              | 2/X、3、4、5、6、7/XX、3D、GBA（卡片）                 | 负责补给的支援中士，但其方向感差，常在戰場上迷路，被同事們稱呼為「遊魂」 |
| Madoka〈圓〉          | 相川圓（Madoka Aikawa）                     | 政府军新兵                              | 3、4、5、7/XX、GBA（卡片）                             | Rumi的姐姐，比她大11岁 |
| Morden〈摩丁〉        | Donald Morden（日语作Devil Rebirth Morden） | 前政府军中将、叛军元帅                  | 1、2/X、3、4、6、7/XX、3D                              | |
| Allen〈艾倫〉         | Allen O'Neil                                | 叛军军曹，通稱[鬼軍曹]，Morden的左右手  | 1、2/X、3、4、7/XX、3D                                 | 其招牌笑聲就是他的代名詞，不論遇到任何事總是能歸來的鬼軍曹 |
| Abul Abbas            | Abul Abbas                                  | 沙特阿拉伯反政府军的军官                | 2/X                                                    | 只会招来手下和投降的斗志坚定者 |
| Allen Jr.〈艾倫二世〉 | Allen O'Neil Junior                         | Allen的儿子，作为间谍混进PF队当新兵教官 | GBA                                                    | 自身個性和風格繼承於父親 |
| Sophia                | Sophia Greenville                           | 政府军PF队指挥官                        | 1（主机版）                                            | 军校模式的教官 |
| Margaret              | Margaret Southwood                          | 政府军SPARROWS队指挥官                  | 2/X（主机板）、NGPC2                                   | 军校模式的教官 |
| Lilly                 | Riviera von Wittenberg                      | （暂缺）                                | 6（PS2）                                               | 军校模式的教官 |
| Mary                  | Maryell von Wittenberg                      | （暂缺）                                | 6（PS2）                                               | 军校模式的教官 |
| Cindy                 | Cynthia Greenville                          | 政府军少校                              | 7/XX                                                   | 军校模式的教官，Sophia的妹妹 |
| 社長                  | 杜克．高堂                                  | 商人                                    | 2/X 、4                                                | 穿著筆挺西裝，三不五時找阿拉伯人談生意的尖鼻子商人（有時會拿合約書出來），且攜帶公事包，在第三關為跟小孩交流，公事包可以加分。該人物原型為前SNK社長高堂良彥，且公事包裡面放的是當時最新的NEO-GEO遊戲卡帶,後期因為4代為PLAYMORE工作室接手製作，作為最終BOSS角色，操作主體母電腦「阿瑪迪斯」 |

## 遊戲結束與結局螢幕
《合金弹头主系列》出現10秒鐘倒計時繼續螢幕，沒有按「開始」時，將會顯示「遊戲結束」字樣，其字樣是在沙灘的地面上寫的，右上角擺放著軍方頭盔。
《合金弹头5》出現遊戲結束螢幕與以前的一樣，但淡入淡出過渡為黑色而不是紅色，並且沒有右上角的軍用頭盔，原因為解釋敵人。
《合金弹头6》有20秒倒計時繼續螢幕，沒按確認鍵，左下角將會顯示「遊戲結束」字樣。上面放著步槍與子彈，下面有火星人的骷髏頭，包括完成遊戲時的結局。
《合金弹头7》在10秒倒計時沒有繼續，將會顯示「遊戲結束」字樣，螢幕上依照關卡決定背景並且還有敵人的歡呼。

## 外部連結
- Metal Slug官方網站（页面存档备份，存于）
- Metal Slug Database （页面存档备份，存于）
- メタスラ資料室 （页面存档备份，存于）
- The Metal Slug Wiki（合金弹头百科全書） （页面存档备份，存于）